# Болота (Кобринський район)
Болота (біл. Балата) — село в Білорусі, у Кобринському районі Берестейської області. Орган місцевого самоврядування — Киселевецька сільська рада.

## Історія
За спогадами українського письменника Івана Хмель, уродженця Кобринщини, на початку XX століття в селі мешкали майже винятково українці (понад 1000 осіб), діяла церковно-парафіяльна школа та п'ятирічне училище, розташовувалась волосна управа.

## Населення
За переписом населення Білорусі 2009 року чисельність населення села становила 417 осіб.

## Особистості

### Народилися
- Бойко Андрій Іванович («Білий», «Єрмак», «Коля», 1915 — 29 червня 1949), сотенний УПА, заступник командира бригади УПА «Яра»[3].
- Климук Олександр Микитович («Чайка»), референт Служби безпеки Кобринського районного проводу ОУН[3].
- Климук Карп Михайлович (1920 — ?), заступник командира сотні УПА Єрмака (А. Бойка)[3].
- Кухарук Феодосій («Колода»), сотений УПА[3].
- Лівий Дмитро (Сергійович), провідник Дивинського районного проводу ОУН[3].
- Шварко Григорій Романович (1901 — ?), очільник Українського допомогового комітету в Кобрині та Кобринського районного проводу ОУН, учитель[3].